# William Adam (malacólogo)
William Adam (27 de enero de 1909, La Haya-3 de noviembre de 1988, Bruselas) fue un malacólogo neerlandés/belga especializado en cefalópodos. Adam describió numerosas especies de jibias y sepiólidos, incluyendo a Euprymna hoylei, Sepia cottoni, Sepia dollfusi, Sepia dubia, Sepia reesi, Sepia sewelli, Sepia thurstoni, Sepia vercoi,  y Sepiola knudseni.

## Semblanza
Hijo de Constance Jeannette Barkhuijsen y del marino mercante William Adam. Después de su escolarización en La Haya, visitó Java entre 1926 a 1927. A su regreso estudió biología en la Universidad de Utrecht, obteniendo su doctorado en 1933 con una disertación sobre las glándulas de los moluscos terrestres. Posteriormente ingresó en el Museo de Ciencias Naturales en Bruselas, donde fue ascendiendo laboralmente. En 1952 adquirió la ciudadanía belga.
En 1957 nombrado fue corresponsal de la Real Academia de Artes y Ciencias de los Países Bajos.

## Abreviatura (zoología)
La abreviatura Adam  se emplea para indicar a William Adam como autoridad en la descripción y taxonomía en zoología.